# Susana Higuchi
Susana Shizuko Higuchi Miyagawa, född 26 april 1950 i Lima, död 8 december 2021 i Lima, var en peruansk politiker.
Susana Higuchi utbildade sig till civilingenjör vid Universidad Nacional de Ingeniería i Lima. Hon var gift med den tidigare peruanske presidenten Alberto Fujimori mellan 1974 och 1996. Hon var en av de första i Peru som öppet anklagade mannens regim och honom för korruption genom att i slutet av 1992 peka ut släktingar till presidenten för att ha lagt beslag på japanskt privat bistånd. År 1994 fördömde hon offentligt regeringen som korrupt, varefter en brytning kom till stånd mellan makarna och Alberto Fujimori utnämnde deras då 19-åriga dotter Keiko Fujimori till Primera Dama del Perú ("rikets första dam") i moderns ställe.
Susana Higuchi engagerade sig därefter direkt i partipolitiken i Peru och var 2000–2006 kongressledamot för oppositionspartiet Frente Independiente Moralizador (FIM).